# Dirhinus banksi
Dirhinus banksi är en stekelart som beskrevs av Sievert Allen Rohwer 1923. Dirhinus banksi ingår i släktet Dirhinus och familjen bredlårsteklar. Inga underarter finns listade i Catalogue of Life.